# 고사카 아키노리
고사카 아키노리(일본어: 小阪 昭典, 1975년 9월 14일 ~ )는 일본의 전 축구 선수이다.

## 구단 경력
과거 오미야 아르디자에서 활동하였다.